# Селюки
Селюки (бел. Селюкі) — деревня в Гродненском районе Гродненской области Республики Беларусь. Входит в состав Обуховского сельсовета.

## География
Расположена на правом берегу реки Неман между деревнями Новосёлки и Загорцы, в 10 км на юг от центра сельсовета — агрогородка Обухово, в 30 км на юго-восток от районного и областного центра — города Гродно.
Три деревни Новосёлки, Селюки и Загорцы объединяют единым названием Жарословка. Между деревнями Новосёлки и Селюки раньше находился детский лагерь. После сооружения Гродненской ГЭС и образования руслового водохранилища, на живописных берегах которого оказались деревни Жарославки, здесь ведётся активное коттеджное строительство.

## Население
Население деревни составляет 24 жителя по состоянию на 01.11.2016 года.